# Parco nazionale di Valkmusa
Il parco nazionale di Valkmusa (in finlandese:Valkmusan kansallispuisto) è un parco nazionale della Finlandia, nelle regioni della Finlandia meridionale e di Kymenlaakso. È stato istituito nel 1996 e occupa una superficie di 17 km².